# Бањол (Од)
Бањол (фр. Bagnoles) насеље је и општина у јужној Француској у региону Лангдок-Русијон, у департману Од која припада префектури Каркасон.
По подацима из 2011. године у општини је живело 261 становника, а густина насељености је износила 46,36 становника/km². Општина се простире на површини од 5,63 km². Налази се на средњој надморској висини од 118 метара (максималној 222 m, а минималној 110 m).

## Демографија
| 1962. | 1968. | 1975. | 1982. | 1990. | 1999. | 2011. |
| ----- | ----- | ----- | ----- | ----- | ----- | ----- |
| 197   | 210   | 211   | 216   | 198   | 188   | 261   |

График промене броја становника у току последњих година